# Pure Pwnage
Pure Pwnage (pronunciese "Pure Ownage") es un documental distribuido por internet, creado por ROFLMAO Productions. La serie supone narrar la vida y aventuras de Jeremy ( interpretado por Jarett Cale), un canadiense autoproclamado "pro-gamer". Originado en el 2007, 16 episodios de la serie han sido publicados hasta la fecha. Los creadores de la serie han estimado sobre tres millones los espectadores de esta serie. La serie es principalmente filmada en Toronto, pero también incluye lugares como Calgary, Montreal y Países Bajos. El 19 de septiembre de 2012, una campaña de financiamiento oficial fue anunciado para la creación de una película de Pure Pwnage. El objetivo de $75.000 fue logrado en poco más de 24 horas, debido al apoyo de gamers de todo el mundo.

## El reparto
| Actor         | Personaje           | Papel                                                   |
| ------------- | ------------------- | ------------------------------------------------------- |
| Jarett Cale   | Jeremy              | El jugador Pro, especialmente de RTS.                   |
| Joel Gardiner | Fps Doug            | El jugador hiperactivo de FPS (First-Person Shooter).   |
| Dave          | Dave                | Un amigo de Jeremy y Kyle. También es pro en la cocina. |
| Geoff Lapaire | Kyle / teh masterer | El camarógrafo y hermano de Jeremy. Estudia cine.       |
| Miranda Plant | Anastasia           | La novia de Jeremy.                                     |

## Capítulos Temporada 1 (2004-2006)
- EPISODIO 1 - THE LIFE OF A PRO GAMER

11 de mayo de 2004
- EPISODIO 2 -GIRLS

22 de junio de 2004
- EPISODIO 3 - FPS DOUG

19 de julio de 2004
- EPISODIO 4 - PWN OR BE PWNED

14 de septiembre de 2004
- EPISODIO 5 - M8S

6 de diciembre de 2004
- EPISODIO 6 - IMAPWNU OF AZEROTH

25 de marzo de 2005
- EPISODIO 7 - MMO GRRL

30 de junio de 2005
- EPISODIO 8 - LANAGEDDON

19 de septiembre de 2005
- EPISODIO 9 - THE STORY OF DAVE

10 de diciembre de 2005
- EPISODIO 10 - TEH BEST DAY EVER

16 de marzo de 2006
- EPISODIO 11 - I <3 U IN RL

21 de junio de 2006
- EPISODIO 12 - GAME OVER

6 de noviembre de 2006

## Capítulos Temporada 2 (2007-2008)
- EPISODIO 13 - OLD HABITS

4 de mayo de 2007
- EPISODIO 14 - LYFESTYLES

25 de julio de 2007
- EPISODIO 15 - T-BAG

10 de noviembre de 2007
- EPISODIO 16 - DUTY CALLS

8 de marzo de 2008
- EPISODIO 17 - JUST THE GUYS (PART 1)

14 de agosto de 2008
- EPISODIO 18 - JUST THE GUYS (PART 2)

23 de agosto de 2008

## Capítulos Temporada 1, Serie de Televisión (2010)
- EPISODIO 1 - THE LIFE OF A PRO GAMER

12 de marzo de 2010
- EPISODIO 2 - JOBS

19 de marzo de 2010
- EPISODIO 3 - GIRLS

26 de marzo de 2010
- EPISODIO 4 - ROCK ON

2 de abril de 2010
- EPISODIO 5 - WHO'A AFRAID OF THE BIG BAD DOUG?

9 de abril de 2010
- EPISODIO 6 - THE DAY THE LAN CENTRE STOOD STILL

16 de abril de 2010
- EPISODIO 7 - LOSSING TO A N00B

23 de abril de 2010
- EPISODIO 8 - PWNAGEDDON

30 de abril de 2010